# Purani (okręg Teleorman)
Purani – wieś w Rumunii, w okręgu Teleorman, w gminie Purani. W 2011 roku liczyła 766 mieszkańców.